# Stuart Parker
Stuart "Stu" Parker, es un personaje ficticio de la serie de televisión australiana Neighbours interpretado por el actor Blair McDonough del 13 de diciembre de 2001 hasta el 5 de abril de 2006.